# Solange Rodríguez
Solange Rodríguez Pappe (Guayaquil, 1976) es una catedrática y escritora ecuatoriana de narrativa breve. Entre sus obras más destacadas se incluyen colecciones de relatos como La bondad de los extraños (2014) y La primera vez que vi un fantasma (2018).

## Biografía
Realizó sus estudios superiores en la Universidad Católica de Santiago de Guayaquil, donde obtuvo el título de licenciada en literatura y compartió clases con escritores como María Fernanda Ampuero, Luis Carlos Mussó, entre otros. Posteriormente realizó un masterado en literatura hispanoamericana en la Universidad Andina Simón Bolívar.
Publicó su primer libro de relatos, Tinta sangre, en 2000 bajo la editorial Gato Tuerto. A esta obra le siguieron Dracofilia (2005) y El lugar de las apariciones (2007).
Su libro Balas perdidas ganó en 2010 el Premio Joaquín Gallegos Lara al mejor libro de cuentos del año, otorgado por el municipio de Quito, y el segundo lugar en el Premio Pichincha de Cuento.
En 2018 ganó una mención de honor en el Concurso Nacional de Literatura de la Casa de la Cultura Ecuatoriana con su libro de cuentos La primera vez que vi un fantasma. El libro fue publicado por la editorial española Candaya y reúne 15 cuentos en que se entremezclan la nostalgia y la desesperanza. El libro ganó también una mención de honor en la edición de 2019 del Premio Joaquín Gallegos Lara.
Su siguiente obra fue el libro de relatos De un mundo raro, publicado en 2021 y escrito durante la pandemia de COVID-19. En la misma trata temas como el terror, los femicidios, el amor, entre otros.

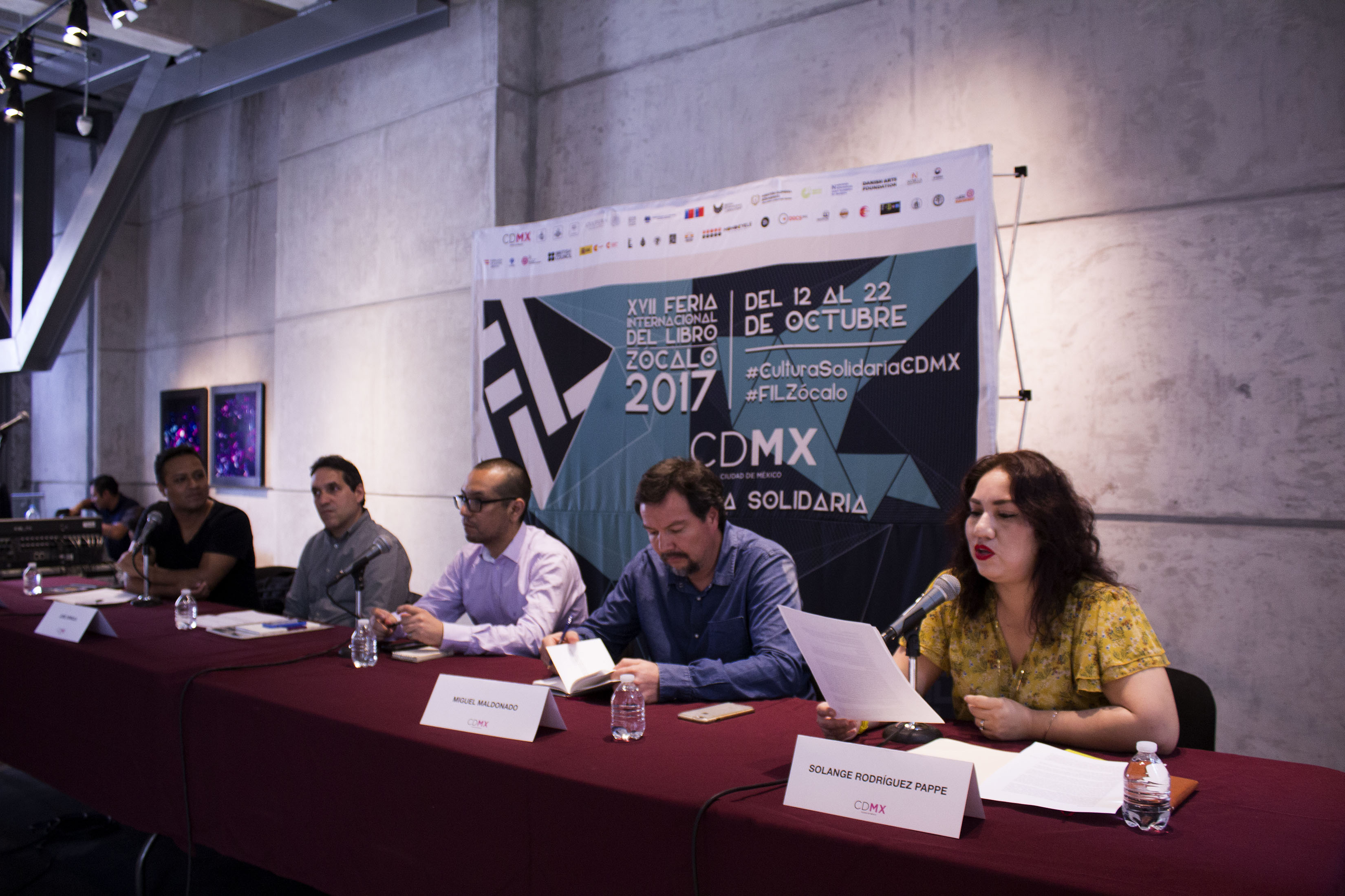
Solange Rodríguez Pappe durante un conversatorio en 2017.

En el ámbito docente, ha tenido una larga carrera como profesora de educación superior en varias universidades del país. En febrero de 2017 recibió el Premio Matilde Hidalgo con la presencia del presidente Rafael Correa por sus 20 años de trayectoria académica en el área de Artes Literarias.

## Obras
Cuentos
- Tinta sangre (2000)
- Dracofilia (2005)
- El lugar de las apariciones (2007)
- Balas perdidas (2010)
- La bondad de los extraños (2014)[4]
- Levitaciones (2017)[2]
- La primera vez que vi un fantasma (2018)
- De un mundo raro (2021)
- El demonio de la escritura (2024)[14]

Publicaciones digitales
- Caja de magia (2013)
- Episodio aberrante (2014)